# ستيف وليامز (منافس ألعاب قوى)
ستيف وليامز (بالإنجليزية: Steve Williams)‏ هو منافس ألعاب قوى أمريكي، ولد في 13 نوفمبر 1953 في نيويورك في الولايات المتحدة.

## وصلات خارجية
- ستيف وليامز على موقع الاتحاد الدولي لألعاب القوى (الإنجليزية)
- ستيف وليامز على موقع الاتحاد الأمريكي لسباقات المضمار والميدان (الإنجليزية)
- ستيف وليامز على موقع الاتحاد الأمريكي لسباقات المضمار والميدان (الإنجليزية)